# Excipient
Un excipient és aquella matèria que, inclosa en les formes galèniques, s'afegeix a les substàncies medicinals o a les seves associacions per a servir-les de vehicle, possibilitar la seva preparació i estabilitat, modificar les seves propietats organolèptiques o determinar les propietats fisicoquímiques del medicament i la seva biodisponibilitat.